# Cinta de tuna

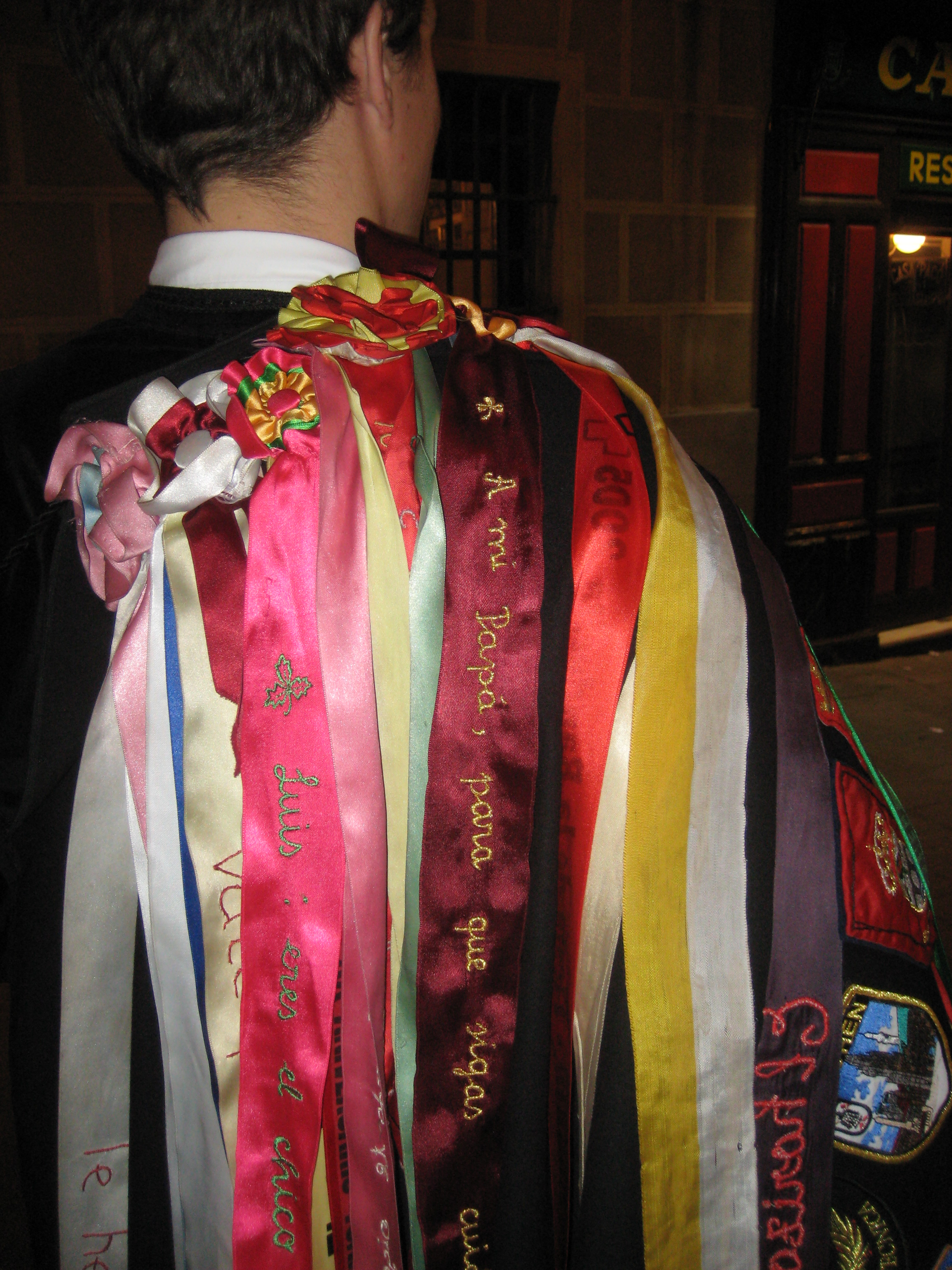
Vista trasera de una capa de tuno.

Las cintas de la capa de tuno (a) son cintas de colores y anchos diversos que ofrecen como regalo, a modo de recuerdo y distinción, con la particuridad de que han sido bordadas (o simplemente escritas) con alguna leyenda especial incluso algún pequeño dibujo. Son reminiscencias del Medioevo que han sobrevivido con tanta fuerza casi exclusivamente en la tuna.
Los tunos o tunas, las fijan en la espalda de la capa de tuna.

## Colores de las cintas
Cada persona que elige bordar una cinta a un tuno o tuna, escoge la cinta que más le gusta tanto en color como en forma, de lo que resulta una variedad increíble de formas y colores en todas sus combinaciones (cintas anchas, estrechas, de un solo color raso, de varios colores, de cuadrados, de material de seda, de hilo.

## Bordados de cinta
Las cintas originales estaban bordadas (preferencia de los puristas) aunque últimamente se están imponiendo nuevas técnicas como bolígrafos especiales de tejidos o impresiones de tinta.
Breve repositorio de algunas leyendas bordadas:
- No hay nada más puro que el corazón de un tuno
- Me cantaste una canción y conquistaste mi corazón
- Mi alma vibra cuando tú me cantas
- Mi horizonte está en el fondo de tus ojos

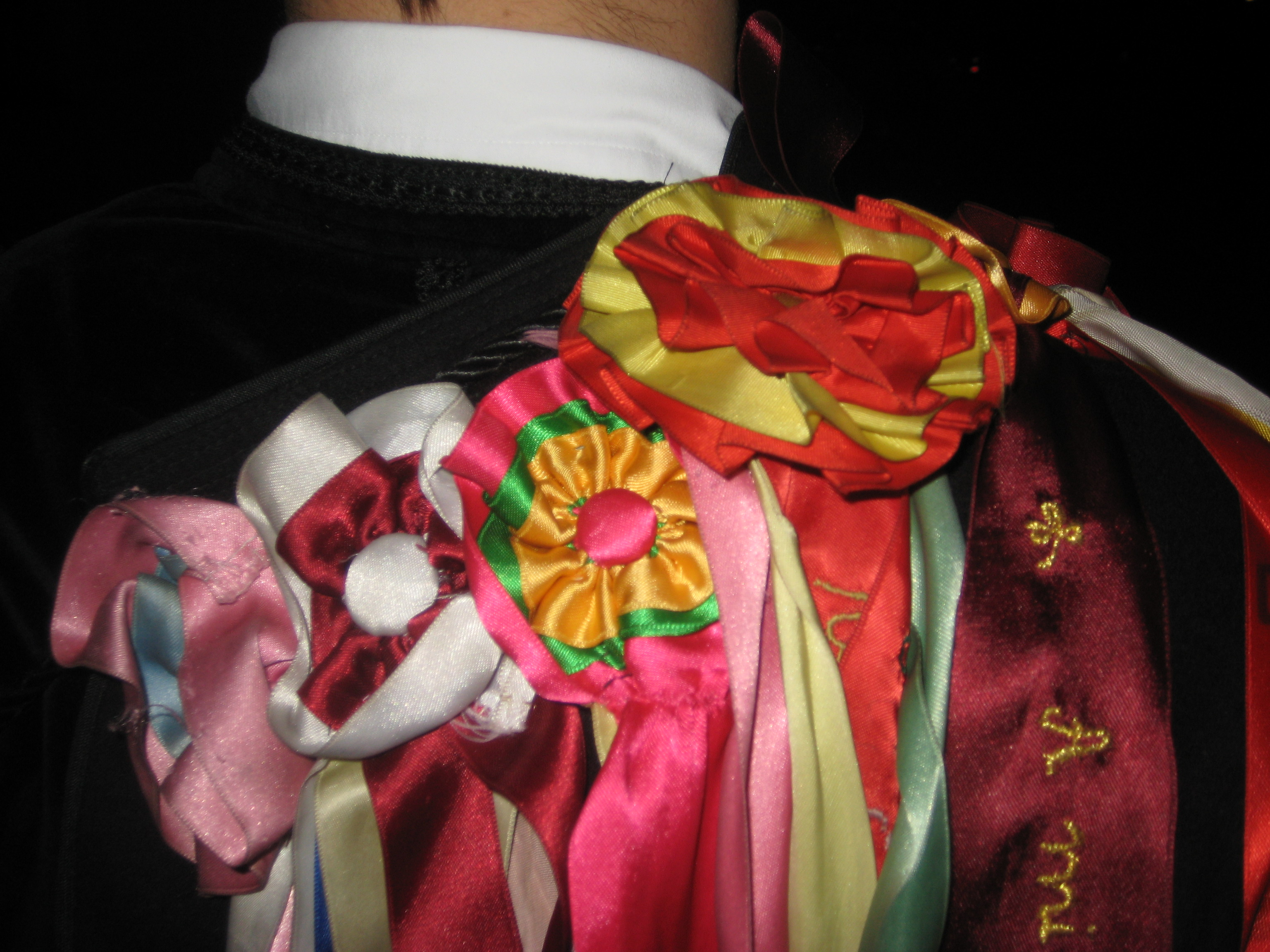
Escarapelas con cintas.

## Cintas institucionales
Se ha instaurado la costumbre que obsequiar a todo (a) tuno (a) que participe en algún evento importante con una cinta confeccionada para la ocasión, a modo de recuerdo.

## Cintas de la bandera
La bandera de tuna es el elemento identificador de la agrupación frente a las demás. Para distinguir a una tuna en su conjunto, se suele regalar una cinta que se añade a la bandera.